# Ablabesmyia kisanganiensis
Ablabesmyia kisanganiensis är en tvåvingeart som beskrevs av Lehmann 1981. Ablabesmyia kisanganiensis ingår i släktet Ablabesmyia och familjen fjädermyggor.
Artens utbredningsområde är Kongo. Inga underarter finns listade i Catalogue of Life.